# O-31觀察機
Douglas O-31是道格拉斯飛行器公司第一架供美國陸軍航空兵團使用的單翼觀察直翼機。

## 發展
為了確保成為美國陸軍航空兵團觀測機的主要供應商，道格拉斯根據O-2觀察機提出新的方案。1930年1月7日簽署了購買兩架XO-31原型機的合同，第一架於同年12月首飛。XO-31與O-19觀察機相似，機身採用織物覆蓋，並以細長的波紋硬膜包裹機身駕駛康則為開放式設計。
XO-31遇到了方向不穩定的問題，道格拉斯採用各種尾翼、輔助尾翼和方向舵形狀進行了實驗，試圖解決這個問題。第二架原型機YO-31，配備齒輪傳動柯蒂斯V-1570-7征服者發動機和加大的尾翼、加長3in的整流罩和雙葉片右旋螺旋槳。四架YO-31A於1932年初進行了徹底的大修改，採用了橢圓機翼平面、新的尾部組件、光滑的半硬殼式機身、三葉片螺旋槳和駕駛艙上方的頂篷。最終版本的O-31A具有非常尖的尾翼和嵌入式方向舵。唯一的YO-31C由YO-31A改裝而成，具有懸臂式主起落架和機身腹側凸起，這使得觀察員能夠從站立位置更有效地操作他的機槍。
美國陸軍航空兵團於1931年訂購了五架Y1O-31C，並於1933年初交付編號為Y1O-43。新的型號與O-31A的最終配置不同，具有線支撐遮陽傘翼以及新設計的尾翼和方向舵。

## 型號
Data from: "U.S. Army Aircraft 1908-1946" by 詹姆斯·查爾斯·法希, 1946, 64pp.
XO-31共2架，使用柯蒂斯V-1570-25挑戰者發動機
YO-31增長後的XO-31，長度共增長至33英尺5英寸（10.19米）
YO-31A共5架，而後重新命名成O-31A，機身結構改為拼裝式平板半硬殼結構，長度增加至33英尺11英寸（10.34米）
YO-31B共1架，重新命名成O-31B
YO-31C附懸臂齒輪的YO-31A
Y1O-31C共5架，翼展增長到45 ft 11 in (14 m)，而後命名成O-43

## 外部連結
- Boeing History
- Aerofiles （页面存档备份，存于）